# Route nationale 24 (Serbie)
Pour les articles homonymes, voir Route nationale 24.
La route nationale 24 (en serbe cyrillique : Магистрала 24 ; en serbe latin : Magistrala 24 ; en abrégé : M24) était une route nationale de Serbie. Elle reliait Subotica à Negotin, c'est-à-dire la frontière hongroise à la frontière bulgare.

## Parcours
La M24 trouvait son origine à Subotica, dans le nord de la Serbie et de la province de Voïvodine ; à ce niveau, elle pouvait se connecter aux routes M17.1, M22 et M22.1 ; dans les faubourgs de Subotica, elle longeait le lac de Palić. Par Velebit, elle rejoignait Senta puis Čoka ; elle s'orientait vers l'est et atteignait Kikinda où elle se reliait à la M3. Infléchissant son parcours vers le sud, elle traversait la localité de Melenci et la ville de Zrenjanin, où elle a croisé les routes M7 et M7.1 ; dans ce secteur, à Ečka, elle croisait la M24.1, en provenance de Belgrade et connue sous le nom de « Zrenjaninski put » (la « route de Zrenjanin »). Toujours en se dirigeant vers le sud, elle passait à Kovačica, Pančevo, où elle rencontrait la M1.9, puis à Kovin, où elle traversait le Danube quittant ainsi la Voïvodine pour la Serbie centrale.
À Smederevo, la M24 croisait la M1.10 puis, au sud de la ville, à la hauteur de Mala Krsna la route nationale 1. Elle obliquait ensuite vers l'est et atteignait Požarevac, où elle était reliée à la M25.1. Elle passait après Kučevo et Majdanpek, pénétrant progressivement dans les Carpates serbes et devenant de plus en plus sinueuse. Elle arrivait à Negotin où elle rencontrait la M25. Peu après le village de Mokranje, elle atteignait la frontière entre la Bulgarie et la Serbie et se prolongeait du côté bulgare, avec une autre numérotation jusqu'à Vidin.